# Carl Friedrich Jürgen Peter Abercron
Carl Friedrich Jürgen Peter Abercron (født 20. december 1796 i Rendsborg, død 26. maj 1856 i Hamborg) var en dansk officer.
Han var søn af Christian Friedrich Abercron og var ligeledes en dygtig soldat, der var udgået fra Holstenske Militærinstitut som sekondløjtnant og havde tjent under faderen ved Oldenborgske Infanteriregiment og udmærket sig i krigen 1813 i slaget ved Sehested. Han blev derfor Ridder af Dannebrog 1814. Abercron havde dog tidligt lagt et udpræget slesvig-holstensk sindelag for dagen, og han plettede familienavnet, der nu i henved 150 år havde været båret med ære af talrige officerer i den danske hær, ved i 1848 som kaptajn i 16. Linjeinfanteribataljon ganske at svigte fanen og ved at forlede sine sønner, der var danske kadetter, til at desertere fra Landkadetakademiet. I oprørsarmeen betroedes ham vigtige kommandoposter, og i slaget ved Isted var han chef for 2. Insurgentbrigade, der dannede Willisens højre fløj og havde til opgave at omgå og falde den danske hær i ryggen. Abercrons fremadgående bevægelse blev imidlertid standset af brigaden Krabbe kort foran passet ved Vedelspang, og der udspandt sig som bekendt her mellem de to hærafdelinger en skarp, standende strid, der, hvad den taktiske føring på begge sider angik, dannede en af slagets smukkeste episoder. Han udelukkedes 1852 fra amnesti og fik frataget sit ridderkors.